# SN 2007az
SN 2007az – supernowa typu Ib odkryta 6 marca 2007 roku w galaktyce A082523+6954. W momencie odkrycia miała maksymalną jasność 18,90m.